# 斯特凡·托馬斯
斯特凡·托馬斯（約1411年—1461年7月），波士尼亞國王，1443年至1461年在位。

## 家庭
斯特凡·托馬斯的第一任妻子是沃雅查，兩人的兒子斯特凡·托馬瑟維奇於斯特凡·托馬斯去世後繼承王位。
他的第二任妻子是卡塔里娜，兩人共有1子1女：
1. 伊什哈克（英语：Ishak Bey Kraloğlu）
2. 卡塔里娜（英语：Catherine of Bosnia (princess)）